# Koba (dulce)

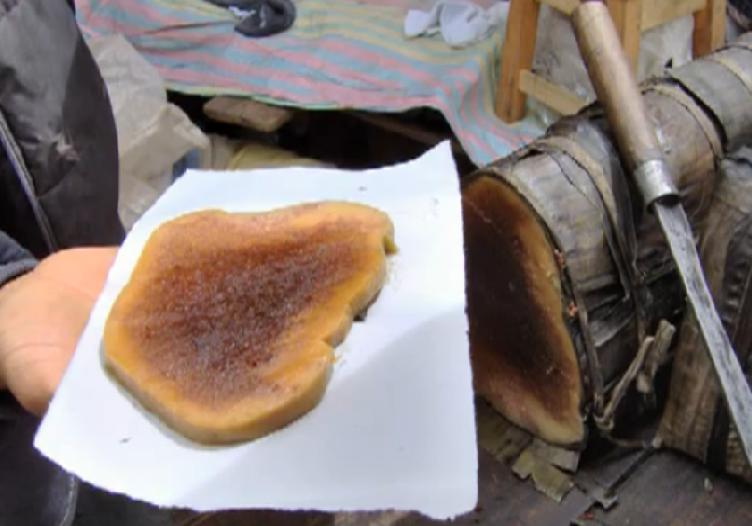
Kobrandravina cortada en rodaja en Madagascar.

El koba o kobandravina es un dulce elaborado con maní molido, azúcar moreno y harina de arroz. Es una comida tradicional de la gastronomía malgache de Madagascar, especialmente en las tierras altas. En mercados y gasolineras se pueden encontrar vendedores que venden koba akondro, un dulce elaborado envolviendo una masa de maní molido, puré de bananas, miel y harina de arroz en hojas de banana y cocinando al vapor o hirviendo los pasteles pequeños hasta que la masa se haya endurecido. También se vende maní crocante.